# Louis Isidore Duperrey
Pour les articles homonymes, voir Duperrey.
Ne doit pas être confondu avec Guy-Victor Duperré.
Louis Isidore Duperrey, né à Paris le 21 octobre 1786 où il est mort le 25 août 1865, est un officier de marine, explorateur et cartographe français. Son voyage à bord de la Coquille est quasiment tombé dans l'oubli. Pourtant, ce voyage mérite d'être connu car il est l'un des seuls à n'avoir subi aucune avarie et aucune perte humaine. De plus, la moisson scientifique issue de voyage est considérable. Au cours de ce voyage, il se sert des expériences apprises lors du voyage à bord de l'Uranie, commandée par Louis de Freycinet, comme les conserves de Nicolas Appert, utilisées pour la première fois dans un voyage d'exploration, et la lutte contre le scorbut. Il applique également la "méthode Freycinet" pour la récolte des données scientifiques.

## Biographie
Louis Isidore Duperrey s’engage dans la marine à l'âge de 16 ans en tant que novice en 1803 et embarque sur le Vulcain puis sur le Républicain. Il devient aspirant de première classe en 1806. Il participe à l'attaque des brûlots anglais en avril 1809. En 1811, il effectue une mission hydrographique sur les côtes de Toscane. Il est promu enseigne de vaisseau en 1811.
Il accompagne Louis de Freycinet (1779-1842) dans sa circumnavigation à bord de l’Uranie de 1817 à 1820 comme hydrographe de marine. À son retour, il reçoit la Croix de Saint-Louis. Duperrey travaille sur les résultats scientifiques de l'expédition Freycinet au sein du Dépôt des cartes et plans. Il est promu lieutenant de vaisseau en mars 1821.
Il propose une nouvelle expédition scientifique pour compléter le travail entrepris sur l’Uranie. Lorsqu'il prend le commandement de la Coquille en 1822, il choisit comme second Jules Dumont d'Urville, qui s’occupe également de botanique et d’entomologie.
Il quitte Toulon le 11 août 1822 et se dirige d’abord, en novembre, vers la Malouine orientale (Îles Malouines) puis vers le Chili. Il part ensuite vers l'ouest et aborde huit atolls des Tuamotu en avril 1823 dont Hao, Mururoa, Pukarua, Reao. Son expédition est un succès : aucune vie perdue, d’importants résultats scientifiques. Cependant, malgré une publication scientifique sérieuse, et malgré l'hommage qui lui a été rendu par le musée du quai Branly, Duperrey est resté méconnu. Les îles Gilbert lui doivent, ainsi qu'à l’amiral russe d’origine germano-balte, Johann Adam von Krusenstern, d’avoir été nommées et représentées pour la première fois sur une carte comme un archipel unique, avec pour appellation, en français, les îles Gilbert, du nom d’un capitaine britannique.
Après ce voyage, il est encore une fois affecté au Dépôt des cartes et plans. Il devient capitaine de frégate en 1825. Entre 1825 et 1830, les sept volumes, le récit  et les résultats scientifiques de l'expédition de la Coquille sont publiés.
En 1842, Louis Isidore Duperrey est élu membre de l'Académie des sciences, dont il est président en 1850.

## Préparation du voyage dela Coquille

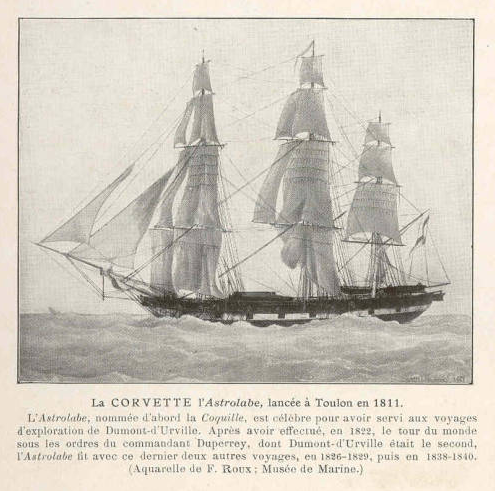
Corvette l'Astrolabe, lancee a Toulon en 1811 l'Astrolabe par François Geoffroi Roux

À la suite du succès du voyage de l'Uranie le long de la côte ouest de l'Australie, Duperrey, encouragé par Dumont d'Urville, propose au ministre de la Marine, le marquis de Clermont-Tonnerre, un nouveau voyage dans la même zone géographique. Il s'agit de renouer avec les grandes expéditions de la Marine des Lumières et de compléter les résultats de la campagne de l'Uranie. Dumont d'Urville, alors lieutenant de vaisseau, est le second de Duperrey lors de cette expédition. Duperrey organise un programme avec un budget limité. Il se contente d'une seule gabare, la Coquille, gabare-écurie de 380 tonneaux, élevée au rang de corvette. Fort de son expérience à bord de l'Uranie, Duperrey influence l'armement du navire et la façon dont il conduit l'expédition. Les gabares sont depuis Lapérouse et D'Entrecastreaux les navires privilégiés pour les expéditions lointaines et ce en raison de leur résistance. La Coquille a été choisie en fonction du volume de sa cale qui devait permettre de stocker en plus de l'eau et des vivres, tous les échantillons qui seraient récoltés au cours de l'expédition.
L'état-major est constitué presque exclusivement de membres de la Marine car les scientifiques civils lors des précédentes expéditions (Lapérouse, D'Entrecatreaux, Baudin) se sont mal adaptés aux règles de la vie militaire parfois au point de compromettre certaines expéditions (expédition Baudin). Lors du voyage de l'Uranie, des équipes de scientifiques appartenant aux corps des médecins, des chirurgiens et des pharmaciens de la Marine sont constituées et face au succès de cette initiative, l'expérience est renouvelée pour le voyage de la Coquille. L'équipage se compose de plus de cinquante-huit membres. Duperrey répartit les responsabilités scientifiques entre les membres de son équipage en fonction des goûts et des compétences de chacun. Dumont d'Urville est chargé de la botanique et de l'entomologie. Le chirurgien de deuxième classe Prosper Garnot et le pharmacien de deuxième classe René Primevère Lesson doivent traiter de la zoologie. Duperrey s'occupera de la physique et de l'hydrologie.
Les enseignes de vaisseau Auguste Bérard, Théodore de Blois de la Calande, Charles Jaquinot, Victor Lottin, Charles Lesage et Jules Poret de Blosseville sont chargés de l'exécution. Jules-Louis Le Jeune, peintre, est le seul civil à bord, privilège qu'il doit certainement au fait qu'il est le neveu du général Louis-François Le Jeune, baron de l'Empire.
Duperrey préconise l'exploration systématique de l'archipel des Carolines, de la Nouvelle-Guinée, la visite des îles de Pâques, de la Société et la reconnaissance de la Nouvelle-Shetland.
La démarche adoptée est typique du siècle des Lumières : embrasser toutes les sciences (ethnologie, zoologie, botanique, géographie, hydrographie, astronomie, météorologie, etc.). Duperrey veut expliquer la formation et le peuplement des îles océaniennes. L'étude du langage, du caractère, des mœurs, de la physionomie des insulaires font également partie de son programme.
Duperrey quitte Toulon le 11 août 1822 avec en cale 454 jours de vivres et de nombreuses marchandises destinées au troc avec les indigènes.

## Le voyage dela Coquille

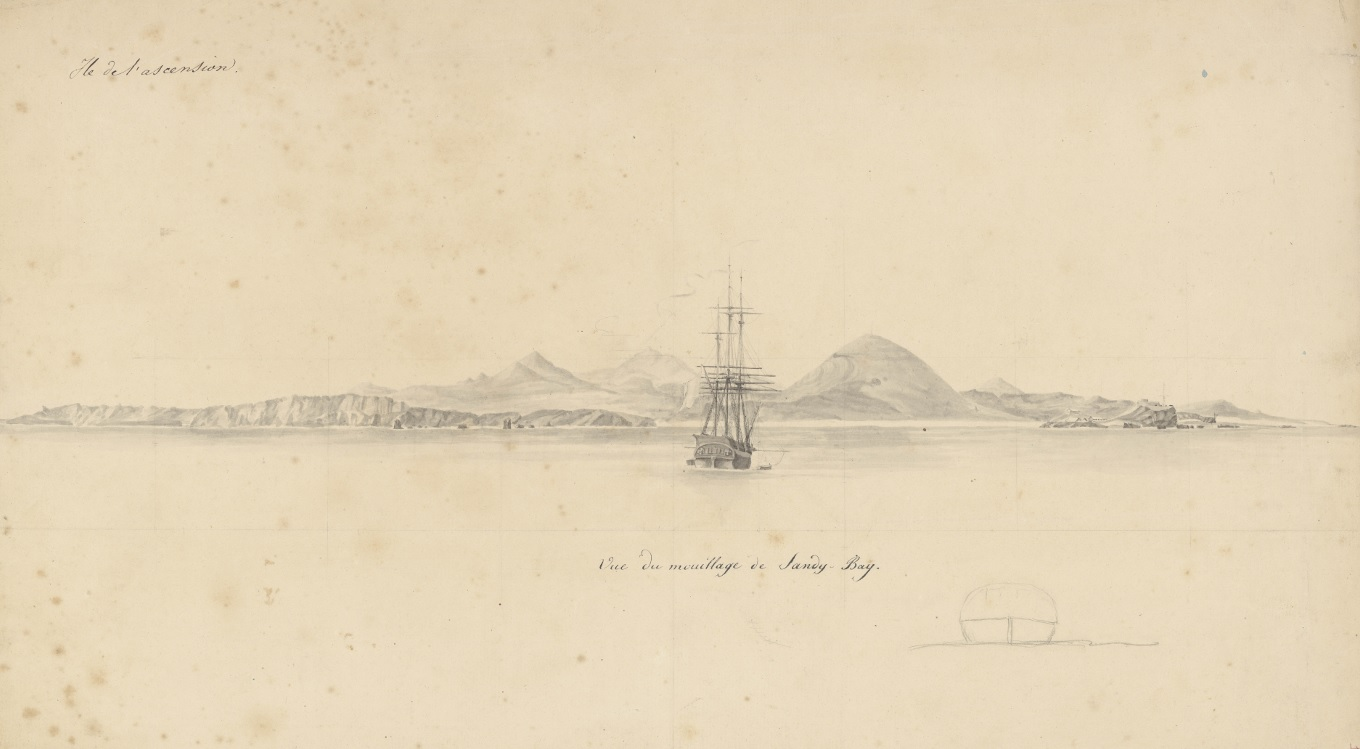
Expédition Duperrey sur La Coquille. Vue de côtes de l'Île de l'Ascension, entre 1826 et 1830, mouillage à Sandy Bay, dessin attribué à Antoine Chazal, Archives nationales de France.

Avant de franchir le cap Horn, Duperrey et Dumont d’Urville font une escale aux Îles Malouines ou ils s’étaient échoué lors du tour du monde avec Freycinet.
L'escale à Tahiti est une déception car des missionnaires anglais installés sur l'île ont évangélisé les habitants qui désormais sont vêtus, vont à l'église et à l'école. L'état-major de la Coquille procède à de nombreux relevés astronomiques et magnétiques, continue sa collection d'animaux, de plantes et de roches. Les portraits de Tahitiens réalisés par Lejeune constituent un véritable témoignage ethnologique et ses paysages représentent une nature luxuriante. En raison d'une série de tempêtes, Duperrey qui voulait rejoindre l'Australie, est contraint à un détour. Il reconnaît les Îles Santa Cruz. Sans le savoir, il passe près du lieu du naufrage de Lapérouse situé à Vanikoro. Il longe l'archipel des Salomon, les îles Bougainville et Bouka. Le 12 août 1823, l'expédition fait une escale à Port-Praslin en Nouvelle-Irlande. Poret de Blosseville qui s'est aventuré jusqu'au village de Likiliki, est agréablement surpris par l'accueil des indigènes. Le 21 août, Duperrey repart à destination des Moluques dont il cartographie la zone, longe les côtes de Nouvelle-Guinée et atteint l'île volcanique de Waïgou. Blosseville s'aventure dans la jungle pour apercevoir les habitants de l'île mais il ne trouve que des villages vides, les Malais ayant pris la fuite à son arrivée. Lesson découvre des oiseaux rares et précieux dont la femelle de paradisier rouge. Sur l'île de Bourou (Moluques), l'accueil des missionnaires hollandais est glacial. Duperrey obtient difficilement l'autorisation de se ravitailler. À Amboine, siège du gouverneur et des autorités des Moluques, l'accueil est radicalement différent. Duperrey assiste à de nombreuses fêtes et rencontre les notables des communautés européenne, malaise et chinoise. Après plusieurs détours, la Coquille  atteint enfin Port Jackson (Australie) le 17 janvier 1824. Le gouverneur sir Thomas Brisbane organise pour les naturalistes une expédition dans les montagnes bleues de la plaine de Bathurs. Le 3 avril, la Coquille atteint la Nouvelle-Zélande. Même si les populations maories se montrent amicales, elles demeurent anthropophages et restent des populations guerrières. Puis la Coquille remonte vers le Pacifique central et atteint l'île de Rotouma le 1er mai. Duperrey et ses hommes tombent sous le charme de ses habitants. Le 5 juin, la Coquille mouille au nord d'une île jusque-là inconnue ne figurant sur aucune carte. Cette île est aussitôt baptisée La Coquille. Les habitants se montrent d'un abord aisé et agréable. La Coquille poursuit sa route à travers l'Archipel des Carolines jusqu'ici mal connu. Pour éviter les perturbations de la mousson, Duperrey bifurque vers le sud-ouest en direction de la côte septentrionale de la Nouvelle-Guinée qu'il rejoint le 26 juillet 1824. Cette escale permet à Lesson d'observer à loisir les oiseaux de paradis et d'en collecter un certain nombre. Le 9 août, Duperrey quitte cet eldorado pour naturalistes et entreprend le voyage de retour. La Coquille arrive à Marseille le 24 avril 1825.

## Résultats scientifiques de l'expédition
Les Annales maritimes et coloniales ont relaté les pérégrinations de l'expédition et donc le retour de la Coquille est très attendu. Ce voyage qui n'a essuyé aucune perte et aucune avarie majeure, suscite l'enthousiasme.
Le contemporains de Duperrey sont impressionnés par la réussite sanitaire et la portée scientifique de la campagne. Duperrey attribue la bonne santé des équipages à la qualité de l'eau conservée dans les caisses de fer et l'usage de ces mêmes caisses pour conserver plus efficacement les aliments. Il faut y ajouter l'utilisation de nourritures déjà préparées (sucs de viande et de légumes en tablettes, gélatine et "bœuf mode" stérilisées dans les nouvelles boîtes de conserves inventées par Nicolas Appert).
Les résultats de l'expédition sont évalués par une commission d'éminents scientifiques de l'Académie des sciences comme l'astronome François Arago : "L'académie trouvera, dans les analyses qui précèdent, la preuve que le voyage de la Coquille mérite d'occuper un rang distingué, parmi les plus brillantes expéditions scientifiques exécutées, soit par la marine française, soit par celle des autres nations." Les collections récoltées sont d'une richesse surprenante en quantité et en qualité. Les collections zoologiques s'élèvent à près de 1900 échantillons (insectes, poissons, oiseaux, reptiles) et 3000 espèces ont été recueillies en botanique. Le naturaliste Lesson a méthodologiquement dessiné ces espèces.
Des témoignages sur le mode de vie des Carolins, Tahitiens, Zélandais, Papous et Alfourous ont été recueillis. Gabert a constitué des lexiques et glossaires des mots les plus utilisés par les populations visitées. Les croquis réalisés par Jules-Louis Lejeune sont remarquables et constituent un véritable témoignage ethnologique. Ses dessins (calques, croquis, dessins aquarellés) sont en grande partie gravés pour être intégrés aux albums de l'expédition. Il a réalisé 43 portraits, 40 « petits tableaux », 43 vues ou paysages, 59 dessins "représentant des armés, des ustensiles de ménage et divers autres objets". L'enseigne de vaisseau Bérard a étudié les aspects maritimes des civilisations océaniennes et dessiné différents types de pirogues.
Des observations ont été réalisées en astronomie, en magnétisme, en météorologie, des études sont effectuées sur les marées, la zoologie, la botanique. Le voyage constitue également une source pour la médecine navale et coloniale puisque les maladies survenues à bord et les maladies diagnostiquées parmi les indigènes ont été recensées.
53 cartes ont été élaborées. Elles complètent les cartes établies lors de précédents voyages par d'autres explorateurs et en corrigent les erreurs grâce aux avancées technologiques (notamment l'invention des chronomètres) permettant le calcul de la longitude. En effet, si la configuration du Pacifique est déjà connue grâce à Bougainville, Cook, Lapérouse et d'Entrecastreaux, les connaissances géographiques, ethnologiques et biologiques de certains espaces sont superficielles, lacunaires voire totalement erronées. La cartographie de l'Océanie est approximative car le calcul de la longitude est mal maîtrisé jusque-là. C'est ainsi que figurent sur certaines cartes des îles imaginaires, des écueils, des bancs de sable qui n'existent pas. Duperrey est le premier à élaborer une carte où figurent les méridiens et les parallèles magnétiques.
La relation du « Voyage autour du monde exécuté par la corvette la Coquille » est publiée moins de cinq ans après le retour en sept volumes et quatre atlas in-foglio.
Charles X élève Duperrey au rang de capitaine de frégate et confère la Légion d'honneur à Lesson et au maître d'équipage Antoine Bernard en récompense de leur dévouement. Tous les honneurs de ce voyage iront à Duperrey, ce qui irritera profondément Dumont d’Urville. Ce dernier changera le nom de La Coquille en Astrolabe lorsqu'il effectuera son tour du monde.

## Œuvres
- L.I. Duperrey, Voyage autour du monde exécuté par ordre du roi, sur la corvette de Sa Majesté, La Coquille, pendant les années 1822, 1823, 1824 et 1825..., 8 volumes in 4° et 5 volumes in-folio, , Arthus-Bertrand, 1826-1830 (Imprimerie de Firmin Didot), Paris, Arthus-Bertrand, 1826-1830 (lire en ligne)